# جان ال. مک‌لورین
جان ال. مک‌لورین (به انگلیسی: John Lowndes McLaurin) سناتور سابق عضو حزب دموکرات ایالات متحده آمریکا بود. وی در سال ۱۸۹۷ تا ۱۹۰۳ میلادی سناتور ایالت کارولینای جنوبی در سنای ایالات متحده آمریکا بود.